# Јањић
Јањић је српско и хрватско презиме које потиче из Источне Херцеговине. У Херцеговини коријене вуку из Слата код Невесиња гдје славе Аранђеловдан, Рашке Горе код Мостара гдје славе Никољдан, а има их и у Љубињу гдје славе Ђурђевдан. У Далмацији се среће у селима Биочић, Кричке и Мирловић Поље код Дрниша. Крсна слава Јањића из Биочића и Кричака је Свети Козма и Дамјан, а оних из Мирловић Поља Свети Јован. Данас их највише има у Загребу, а сваки деведесети становник босанскопосавске општине Орашје је Јањић.

## Познати људи или измишљени ликови
- Васкрсија Јањић (1944-2020), српски стручњак из области фитофармације
- Витомир Јањић (1918—1943), српски учесник Народноослободилачке борбе током Другог светског рата
- Горјана Јањић (1945), југословенскa филмска и позоришна глумица
- Давор Јањић (1969), југословенски филмски и телевизијски глумац
- Душан А. Јањић (1937), српски романист
- Јанаћко Јањић, измишљени лик из серије Бела лађа
- Марко Јањић (1982), српски позоришни, филмски, телевизијски и гласовни глумац
- Наташа Јањић (1981), хрватска глумица
- Сава Јањић (1965), архимандрит Срспке православне цркве
- Слободан Јањић (1928—2003), српски архитекта